# 霍尼

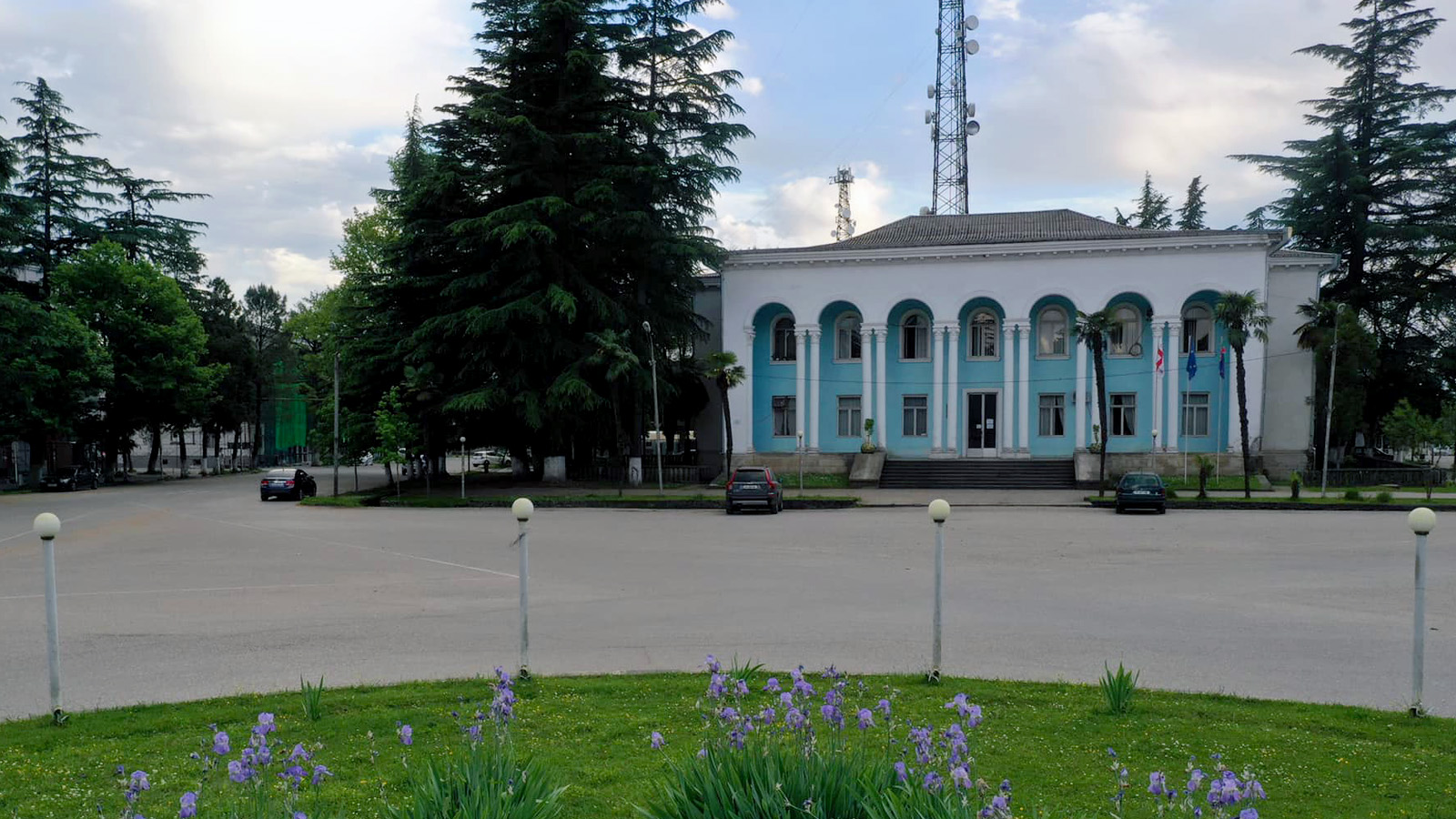
霍尼

霍尼是格魯吉亞中西部伊梅雷蒂大区霍尼市鎮的城鎮及其行政中心。距離首都第比利斯266公里，2014年人口8987。
2008年南奧塞梯戰爭期間，俄羅斯軍機轟炸位於該鎮的空軍基地。